# L'Homme du Picardie
 (juillet 2023).
Si vous disposez d'ouvrages ou d'articles de référence ou si vous connaissez des sites web de qualité traitant du thème abordé ici, merci de compléter l'article en donnant les références utiles à sa vérifiabilité et en les liant à la section « Notes et références ».
L'Homme du Picardie est un feuilleton télévisé français en quarante épisodes de 13 minutes (remonté en 10 épisodes de 45 à 50 minutes sur le site de l'INA), réalisé par Jacques Ertaud sur un scénario d'Henri Grangé et André Maheux. Il est diffusé à partir du 16 décembre 1968 sur la première chaîne de l'ORTF, puis rediffusé à partir du 8 septembre 1973 sur la 2e chaîne de l'ORTF soit pour la première fois en couleurs.
Cette série a été rediffusée également sur TF1 en 1979, puis sur FR3 et sur la chaîne TNT locale Wéo dans leur programme Séries au milieu des années 1980.
Au Québec, la série a été diffusée à partir du 2 avril 1970 à la Télévision de Radio-Canada, dans une case horaire de 30 minutes.

## Synopsis
Artisan marinier, Joseph Durtol (Christian Barbier) est le patron du Picardie, un automoteur de 38 mètres. Il vit à bord avec sa femme Thérèse (Yvette Étiévant) et sa fille Yvette (Léone Veron), parcourant les canaux et les fleuves au gré des chargements qu'il obtient. Mais la condition des bateliers en France dans les années 1960 est dure. La tradition familiale fait de cette profession un métier très particulier. L'histoire de la famille Durtol, mariniers de père en fils, s'inscrit dans les problèmes quotidiens d'une vie professionnelle montrés à la manière d'un reportage documentaire.

## Distribution
- Christian Barbier : Joseph Durtol
- Yvette Étiévant : Thérèse Durtol
- Léone Veron : Yvette Durtol
- Pierre Santini : Julien Durtol
- Pierre Tornade : Malbosc
- André Fuma : Lebesque
- Lucien Raimbourg : Léon Bouvines
- Françoise Bonneau : Marie-France Luriecq
- Gabriel Gobin : Antoine Luriecq
- Paul Bisciglia : Peucheu
- Henri Kuhn : Schaeffer
- Pierre Arditi : Lucien
- Jacques Dhery : Marcelin
- Jacques Ruisseau : un patron
- Hervé Sand : patron Entonnoir
- Jean-Paul Tribout : René
- Jean-Jacques Steen

De nombreux acteurs ont fait des apparitions dans la série parmi lesquels Michel Muller.

## Succès d'audience
Ce feuilleton, qui présentait à travers la chronique vraie et authentique les joies et les peines d'une famille française, connut l'audience la plus importante enregistrée à l'ORTF. Réalisé en 1967, L'Homme du Picardie fut diffusé en 1968.
Christian Barbier, le comédien principal et jusqu'alors quasi inconnu, acquiert du jour au lendemain la célébrité.
La péniche Picardie utilisée dans le feuilleton a connu une seconde vie dans les années 2000 comme bar à Gravelines. Elle fut démantelée pendant l'été 2012.
Le thème musical composé par Michel Villard a contribué au statut emblématique de son époque du feuilleton.

## Autour du feuilleton
Lieux de tournage :
- Somme
- Bas-Rhin
- Paris
- Nord
- Yvelines
- Seine-Maritime
- Pays-Bas
- Eure (Les Andelys)

## Produits dérivés

### Disque
Christian Barbier a enregistré un 45 tours sur le thème musical du générique sous le titre Ma péniche s'en va, sorti chez Vogue sous la référence V 3004 en 1969.

### DVD
L'intégrale de la série est sortie en DVD chez Koba Films dans la collection « Mémoire de la télévision ».